# Grande Loge de France
De Grande Loge de France (G.L.d.F.) is een irreguliere Franse obediëntie, oftewel een koepel van vrijmetselaarsloges, welke enkel toegankelijk is voor mannen. De huidige obediëntie is de tweede die onder deze naam is opgericht.
Anno 2025 telt de G.L.d.F. ongeveer 31.000 leden in circa 950 loges, verspreid over vrijwel alle werelddelen. Haar hoofdzetel is gevestigd te Parijs, waar zij ook beschikt over het Musée de la Grande Loge de France, een museum over de vrijmetselarij.

## Geschiedenis
De Grande Loge de France werd een eerste maal opgericht in 1728 als eerste Franse obediëntie. In 1773 ontstond er echter een scheuring binnen de Franse vrijmetselarij en het Grand Orient de France zag het levenslicht. Enkel het Grand Orient de France mocht verder bestaan tijdens het Eerste Franse Keizerrijk, de Grande Loge de France werd ontbonden.
De Grande Loge de France werd een tweede keer opgericht in 1894, na bijna honderd jaar inactiviteit. De impuls hiertoe kwam vanuit de Franse Opperraad van de Aloude en Aangenomen Schotse Ritus, de Suprême Conseil de France du Rite Ecossais Ancien et Accepté en France, en enkele hieraan verbonden loges.
In 2000 stond ze, samen met de Grande Loge Traditionnelle et Symbolique Opéra en de Nationale Grootloge van Joegoslavië (later: Grootloge van Servië en Montenegro), aan de wieg van de Confédération des Grandes Loges Unies d'Europe. Dit internationale samenwerkingsverband wil obediënties verenigen die wel grotendeels regulier werken maar niet als zodanig worden erkend. In 2020 transformeerde de organisatie in de Confédération Internationale des Grandes Loges Unies de Rite Ecossais Ancien et Accepté (C.I.G.L.U.), welke anno 2025 meer dan 30 leden kent.

## Ritus en graden
De Grande Loge de France werkt in de drie basisgraden van leerling, gezel en meester volgens de Aloude en Aangenomen Schotse Ritus. Voor het overige aanvaardt de obediëntie grotendeels de uitgangspunten van de reguliere vrijmetselarij. Toch wordt zij niet als regulier erkend door de United Grand Lodge of England omdat zij slechts lippendienst bewijst aan bepaalde landmerken, en trekken vertoont van vrijzinnige, adogmatische vrijmetselarij.

## Aanwezigheid in België
De Grande Loge de France kent twee actieve loges in België, een in Doornik (Tournai) en een in Baisieux.